# روبرت فوستر (لاعب كرة قاعدة)
روبرت فوستر (بالإنجليزية: Robert Foster)‏ هو لاعب كرة قاعدة أمريكي، ولد في 6 أكتوبر 1856 في فيلادلفيا في الولايات المتحدة، وتوفي بنفس المكان في 15 يونيو 1921.

## وصلات خارجية
- روبرت فوستر على موقعبيزبول رفرنس.كوم (الدوري الرئيسي) (الإنجليزية)